# Accordeonfabriek Callewaert

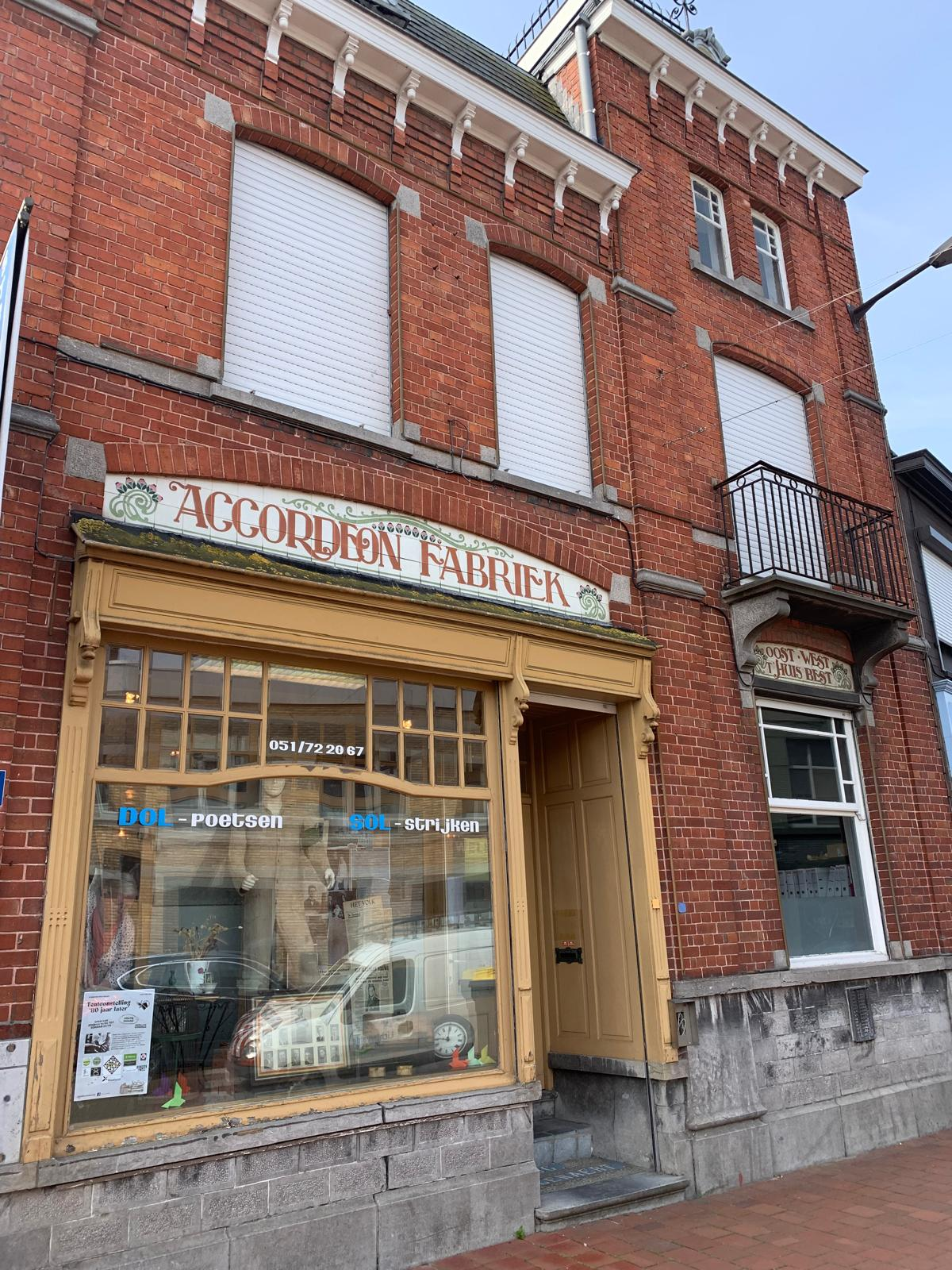
Huidige bestaande gevel van de Accordeonfabriek Callewaert

De accordeonfabriek Callewaert opgericht in 1890 door Felix Callewaert in het Belgische dorp Lichtervelde, specialiseerde zich in de productie van diatonische accordeons met 21 tonen en 10 bassen, die bekend stonden als “een Callewaert" of “een Lichtervelde”. Deze accordeons kregen erkenning als de beste in hun soort. Tussen 1910 en 1914 beleefde de fabriek haar hoogtijdagen, met klanten in Canada, de Verenigde Staten en Moskou.
In 1917 trof een bombardement de fabriek. Na de heropbouw in 1920 hervatte Eugène Callewaert, de zoon van Felix, de productie. De fabriek bloeide op door de invoer van Italiaanse merken en de opkomst van chromatische accordeons. Eugène Callewaert, die net voor de Tweede Wereldoorlog en tot 1942 burgemeester van Lichtervelde was, werd gearresteerd door de Gestapo vanwege zijn steun aan het verzet en op 15 juni 1944 in Wolfenbüttel onthoofd. Tot 1945 herstelde Camiel Vanbeselaere, een trouwe familievriend accordeons. Na zijn pensioen stopte de productie.

## Oorsprong
De Accordeonfabriek Callewaert heeft haar oorsprong in Zwevezele, waar Josephus Callewaert, getrouwd met Juliana Van Maele, zich vestigde als winkelier en horlogemaker. Het echtpaar kreeg vijf kinderen, waaronder Felix Callewaert, de latere oprichter van de fabriek. De oudste zoon overleed op jonge leeftijd, op nog geen twee jaar oud, terwijl de enige dochter in 1873 stierf op 16-jarige leeftijd. In 1870 verhuisde het gezin naar De Hille in Zwevezele, waar Josephus als rondreizende horlogemaker actief was. De zonen Augustus, Carolus Ludovicus en Felix stonden bekend om hun vaardigheden in het maken en repareren van mondharmonica's, die de Zwevezelenaar "leithoorns” noemde.
In 1888 troffen tragische gebeurtenissen het gezin, toen zowel hun moeder als de ongehuwde Augustus kwamen te overlijden, wat een diepe impact had op de familie.

## Ontstaan van de Callewaert-accordeon
De drie broers ontwikkelden hun eigen accordeon nadat ze eerder hun eigen mondharmonica's, en die van hun vrienden hadden gerepareerd. Ze maakten gebruik van hun vaardigheden en het precisiemateriaal die ze gebruikten als horlogemakers, en vervaardigden een blaasbalg van karton en leer. Ook stemden ze het notengamma van de accordeon zelf af. Hun eerste diatonische accordeon werd een feit en de oprichting van hun werkplaats werd in hun catalogus uit 1910 vermeld als: "Maison fondée en 1880".
Na het huwelijk van Felix en Carolus in 1889 en het huwelijk van hun vader in 1890 kwamen drie horlogemakersgezinnen naast elkaar te wonen, waarvan twee accordeonbouwers. Door de onderlinge concurrentie die zo ontstond besloten ze alle drie te verhuizen. Felix verhuisde op 5 mei 1890 met zijn gezin naar Lichtervelde, waar hij de Accordeonfabriek oprichtte.

## Oprichting van de fabriek in Lichtervelde
Na een korte periode in de Stationsstraat vestigde de familie Callewaert-Boone zich op de hoek van de Beverenstraat en de Stationsstraat. Het gezin bestond uit zeven kinderen, waaronder de tweeling Arsène en Eugène. Felix Callewaert breidde zijn activiteiten uit met een winkel in horloges en juwelen, terwijl de productie van diatonische accordeons tot één exemplaar per dag toenam. De accordeons werden snel populair, met lange rijen klanten op zondag. Uiteindelijk kwamen er zes knechten in dienst.  Lichtervelde verzekerde een vlotte spoorverbinding en was dus economisch gezien een prima locatie. Vóór 1900 assembleerde of paste de fabriek uitsluitend Duitse instrumenten aan. Later produceerden ze meer onderdelen, inclusief de lepelkleppen. De productie van de boeken (onderdelen van de balg) bleef een specialiteit van het bedrijf.
In 1912, op 18-jarige leeftijd, trad Eugène Callewaert toe tot het bedrijf en nam de productie over terwijl zijn tweelingbroer Arsène vertegenwoordiger werd. De Eerste Wereldoorlog brak uit en dit had een verwoestende impact op de fabriek en het gezin. Lichtervelde werd bezet gebied waardoor de buitenlandse markt ontoegankelijk werd. Ook de belangrijke afzetgebieden zoals de Westhoek en Noord-Frankrijk, raakten afgesloten door de nabije frontlijn. Hierdoor daalden de productie en verkoop aanzienlijk.
De bezetter voerde verordeningen in, waaronder de eis om alle uithangborden van handelaars in het Duits te vertalen. Felix Callewaert paste zijn bord aan met de tekst ‘Accordion Fabrik F. Callewaert Uhren & Juwelen’. Vooral het woordje ‘Uhren’ zorgde voor hilariteit onder de plaatselijke bevolking. In oktober 1917 verwoestte een bombardement de fabriek. Moeder Callewaert raakte ernstig gewond en overleed twee dagen later. Ze was 47. Deze tragedie leidde ertoe dat Felix Lichtervelde verliet en met zijn gezin naar Kuringen trok. Daar overleed hij op 7 oktober 1918, kort nadat zijn oudste zoon Achiel in de oorlog sneuvelde.

## Naoorlogse heropleving
Na de Eerste Wereldoorlog keerden de kinderen van Callewaert in 1919 terug naar West-Vlaanderen. Na een kort verblijf in Zwevezele hervatten ze het leven in hun herstelde ouderlijke woning in Lichtervelde. Gedurende de tussentijdse periode nam nonkel Pol, de broer van moeder Emma Boone, de leiding van de zaken op zich, naar ieders tevredenheid. In 1920 trouwde Eugène met Marie-Louise en hervatte hij de productie.
Eugène Callewaert introduceerde accordeons van Italiaanse makelij, zoals de merken Crucianelli en Scandelli en begon met de productie van chromatische accordeons.Hoewel hij zelf niet bijzonder muzikaal begaafd was, slaagde hij erin als een instrument tot de perfectie te stemmen. Arsène, de broer van Eugène, bleef nog actief in de zaak en specialiseerde zich in mondharmonica’s.  Na zijn huwelijk vestigde hij zich in Kraainem als officiële verdeler van Hohner in Brussel.
Tussen 1920 en 1930 kende de fabriek een bloeiperiode, met een breed scala aan modellen en uitvoeringen.
De catalogus van 1925 bood 151 soorten aan met accordeons in alle prijsklassen, van een eenvoudige diatonische trekzak tot luxueuze chromatische accordeons voor beroepsmuzikanten.
Rond 1925 kostte de goedkoopste diatonische accordeon 300 frank, het duurste chromatische model 4.275 frank. Dit was ongeveer vier tot zes maal meer dan voor de Eerste Wereldoorlog. Een maandloon van de gemiddelde werkman bedroeg toen tussen de 550 en 750 frank. Callewaert betaalde zijn personeel zo’n 2,5 frank per uur. De firma zou het succes van zijn diatonische voorganger niet meer evenaren door de opkomende concurrentie en door het feit dat minder mensen de accordeon bespeelden. Dit was de reden waarom Eugène ook na verloop van tijd radio’s begon te verkopen, van het merk Barco.

## Stopzetting productie
Eugène Callewaert trad op 16 juni 1939 aan als burgemeester. De Tweede Wereldoorlog bracht echter opnieuw stagnatie in de productie. Op 18 september 1942 werd hij samen met een pak andere Lichterveldse verzetsmannen door de Gestapo gevangengenomen. Op 15 juni 1944 kreeg hij in Wolfenbüttel de doodstraf door onthoofding.
Men heropende de accordeonfabriek Callewaert niet meer na de oorlog. De trouwe werknemer, Camiel Vanbeselaere, bleef tot zijn pensioen in 1945 betrokken bij de fabriek en voerde herstellingen uit, maar de productie van de accordeons stopte definitief.

## Erfenis
De accordeonfabriek heeft een plaats in de geschiedenis van de Belgische muziekinstrumentenindustrie. Men waardeerde de diatonische accordeons niet alleen in België, maar ook internationaal. De combinatie van vakmanschap en innovatie zorgde dat de naam Callewaert synoniem werd met kwaliteit en duurzaamheid in de accordeonbouw.
Ondanks de sluiting van de fabriek blijft de invloed van Callewaert in de accordeonwereld voelbaar, en de instrumenten, die men in Lichtervelde vervaardigde, worden gekoesterd door muzikanten en verzamelaars.

## Galerij

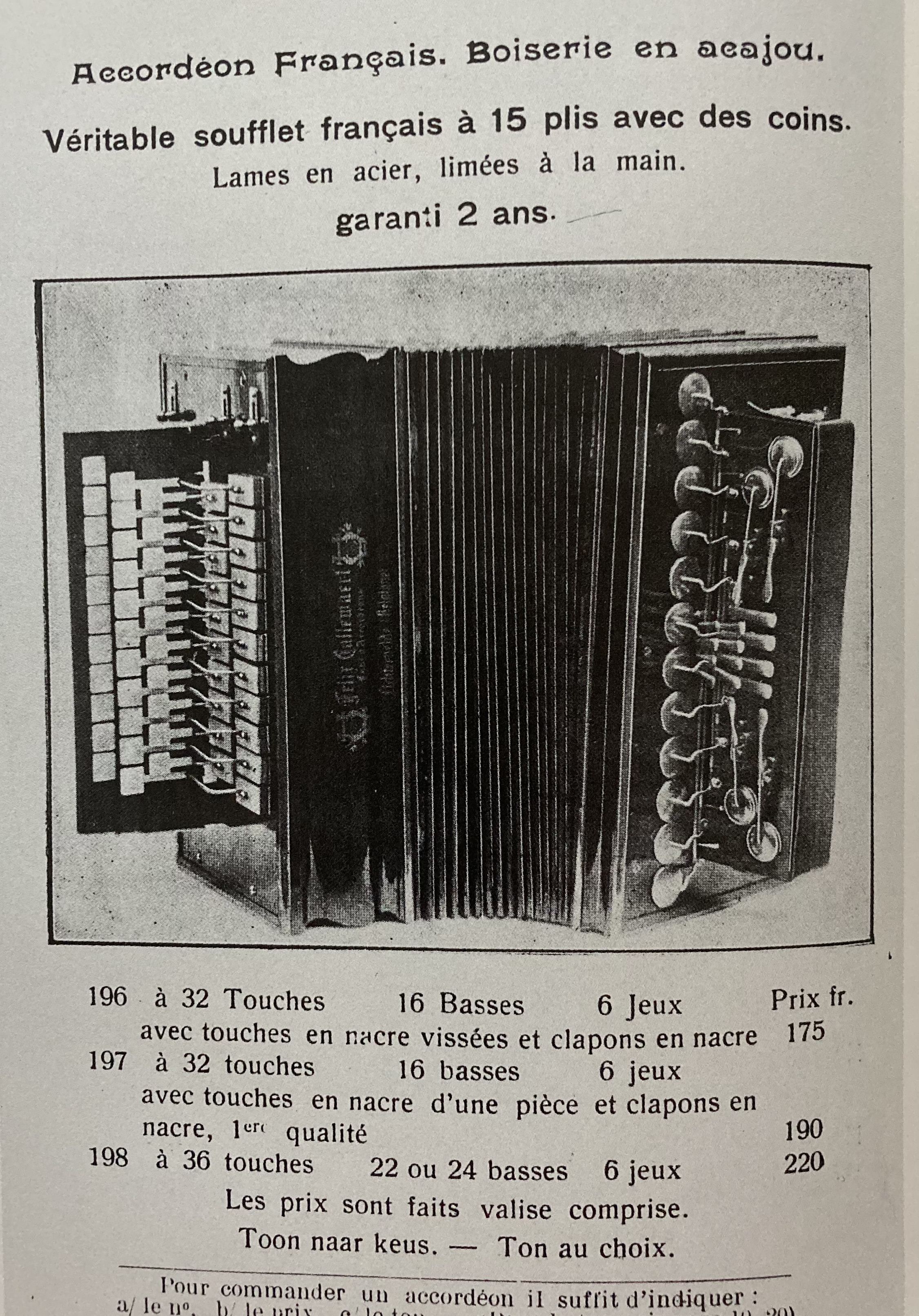
Prijslijst uit de verkoopscatalogus van Felix Callewaert
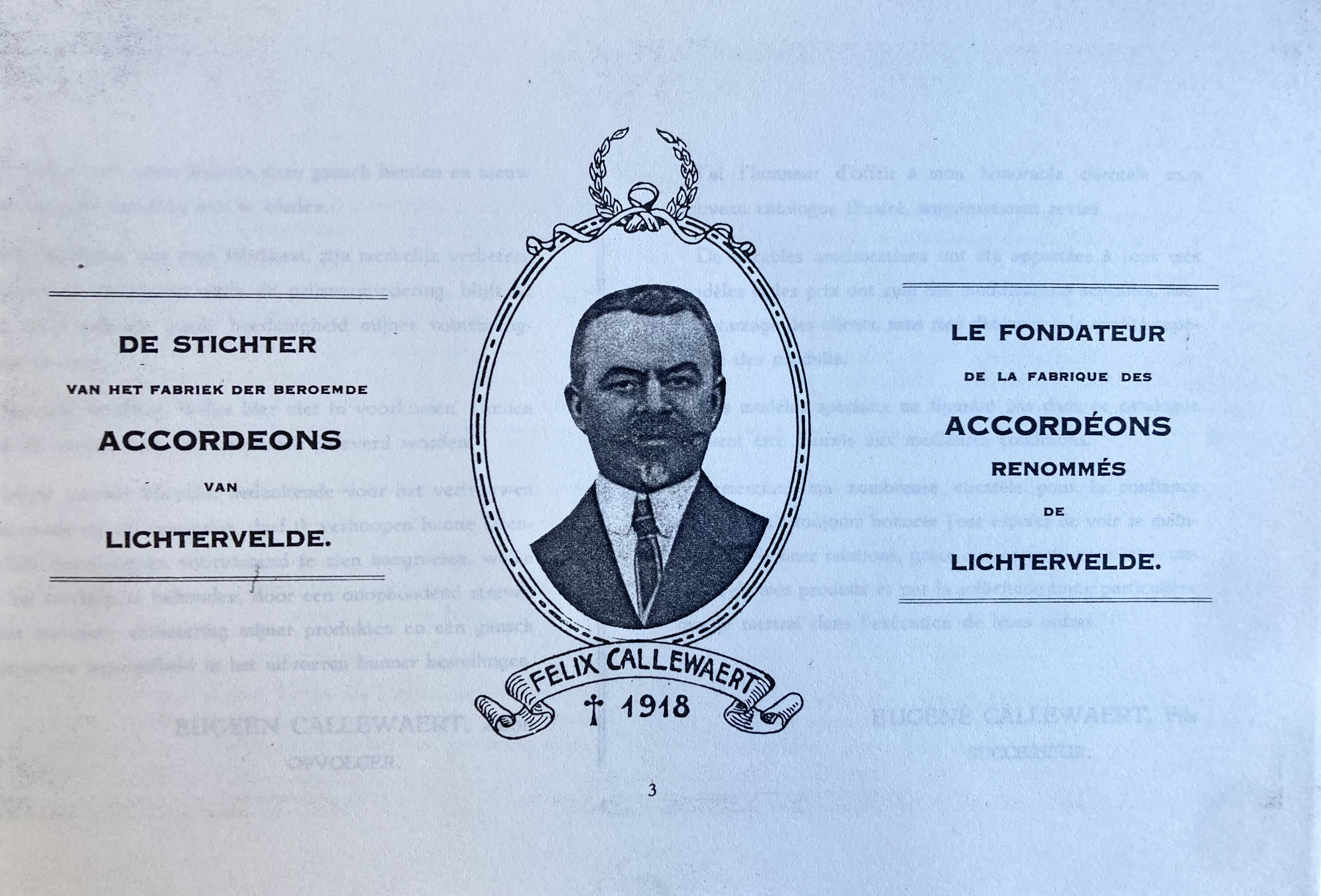
Voorpagina uit de verkoopcatalogus van Eugène Callewaert met portret van de oprichter Felix Callewaert
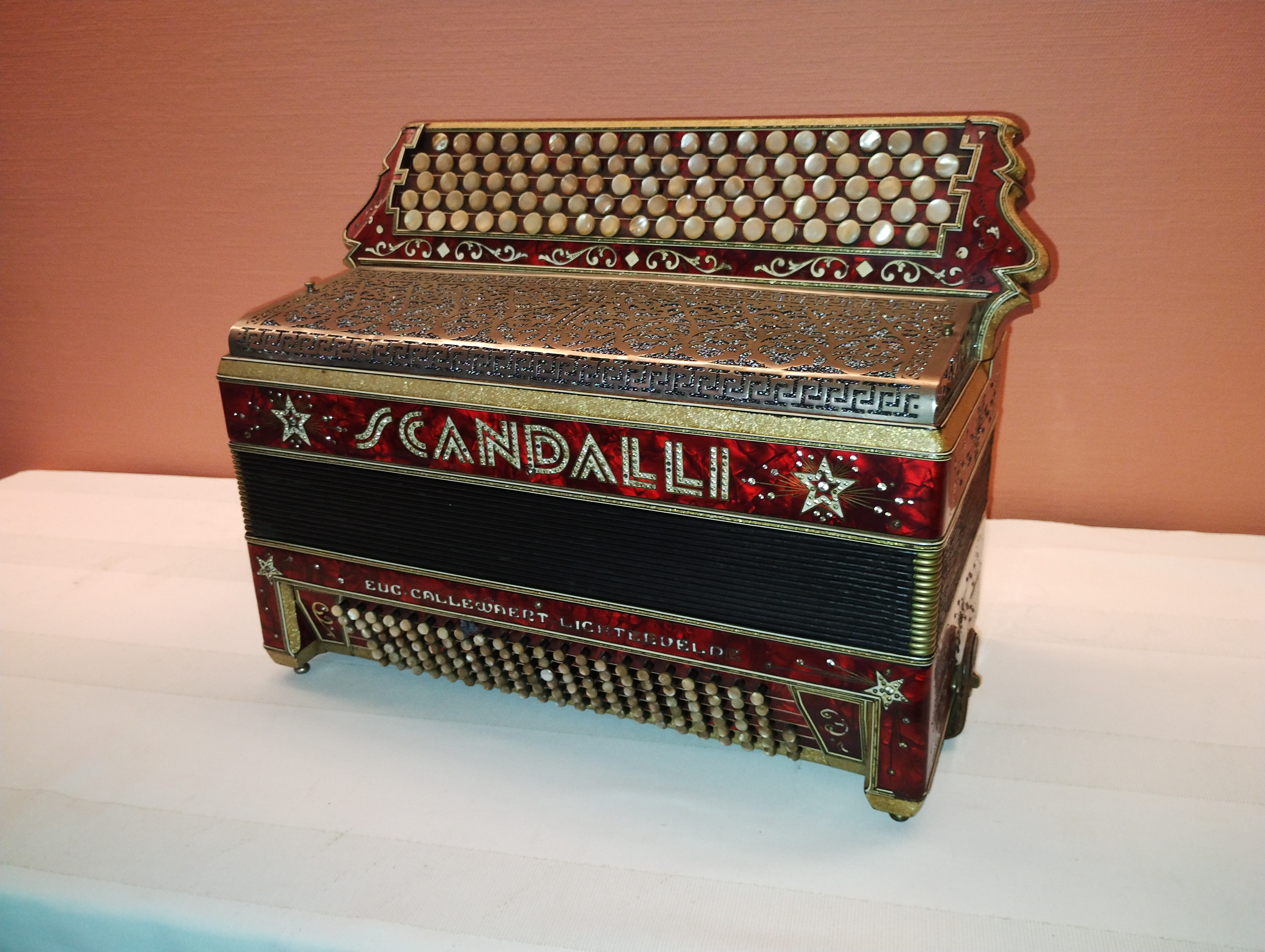
Unisonoor accordeon van Eugène Callewaert (Scandalli) met knopklavier en 120 rechte standaardbassen
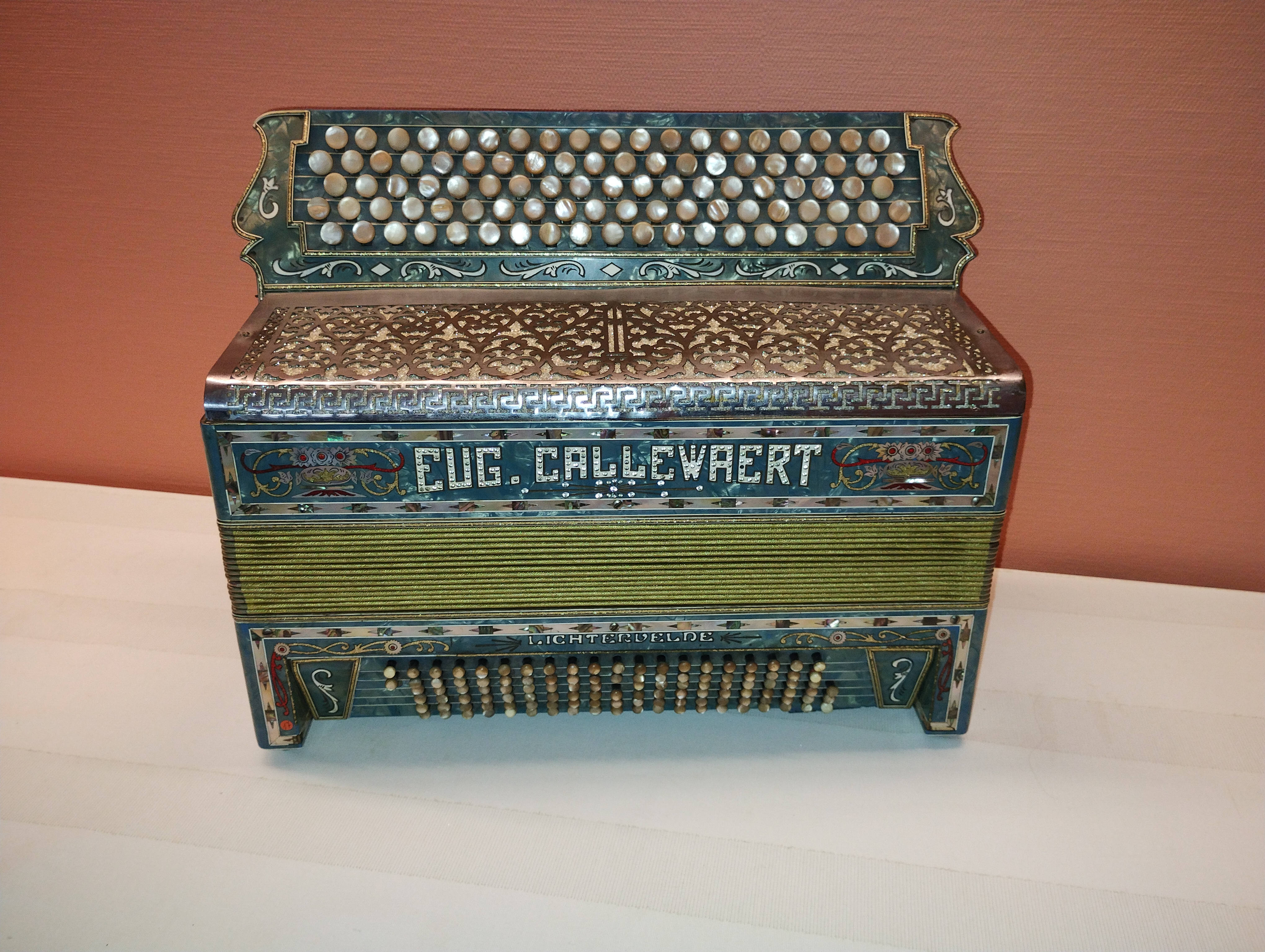
Unisonoor accordeon van Eugène Callewaert met knopklavier en 120 rechte standaardbassen
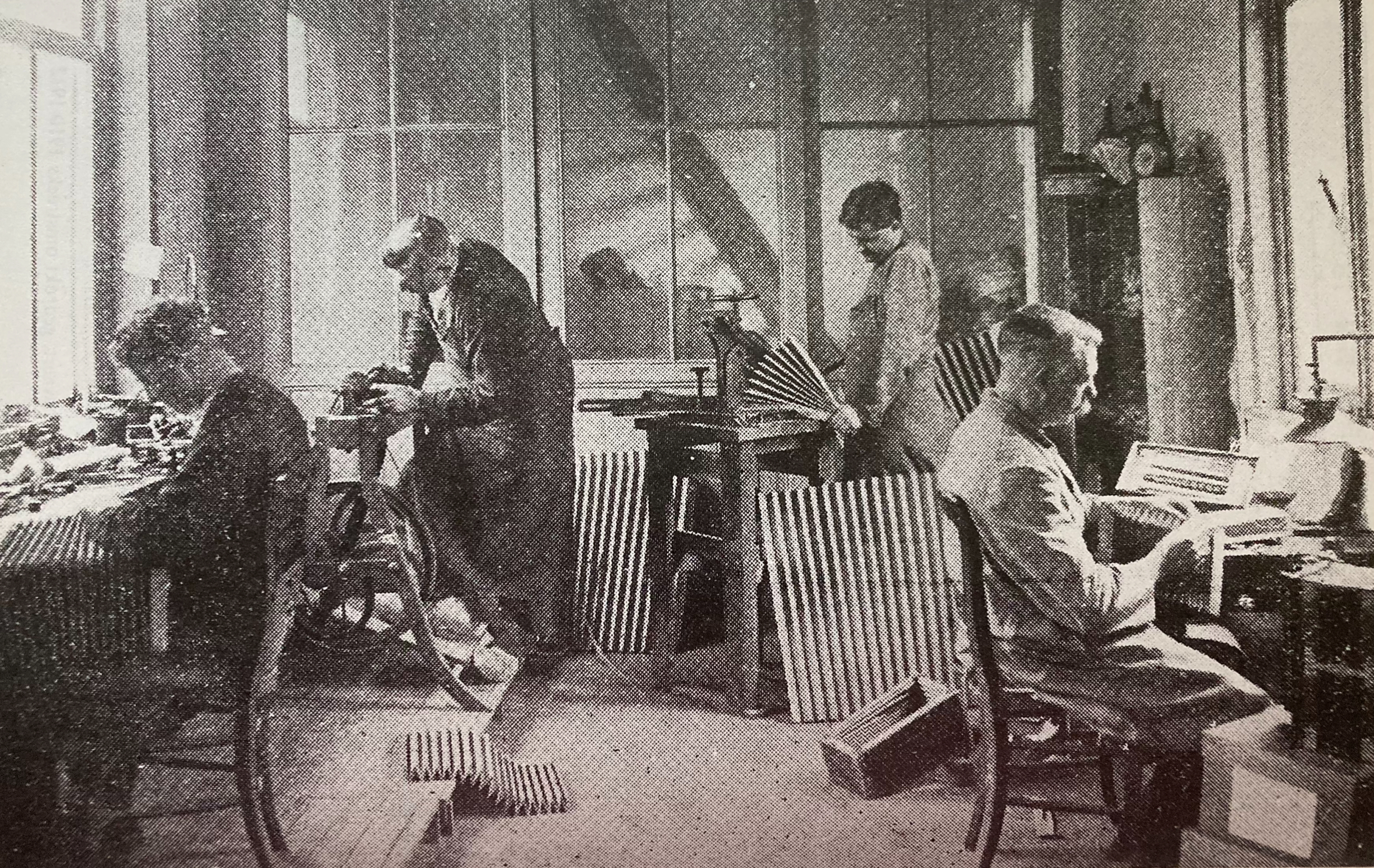
Atelier waar de blaasbalgen werden vervaardigd
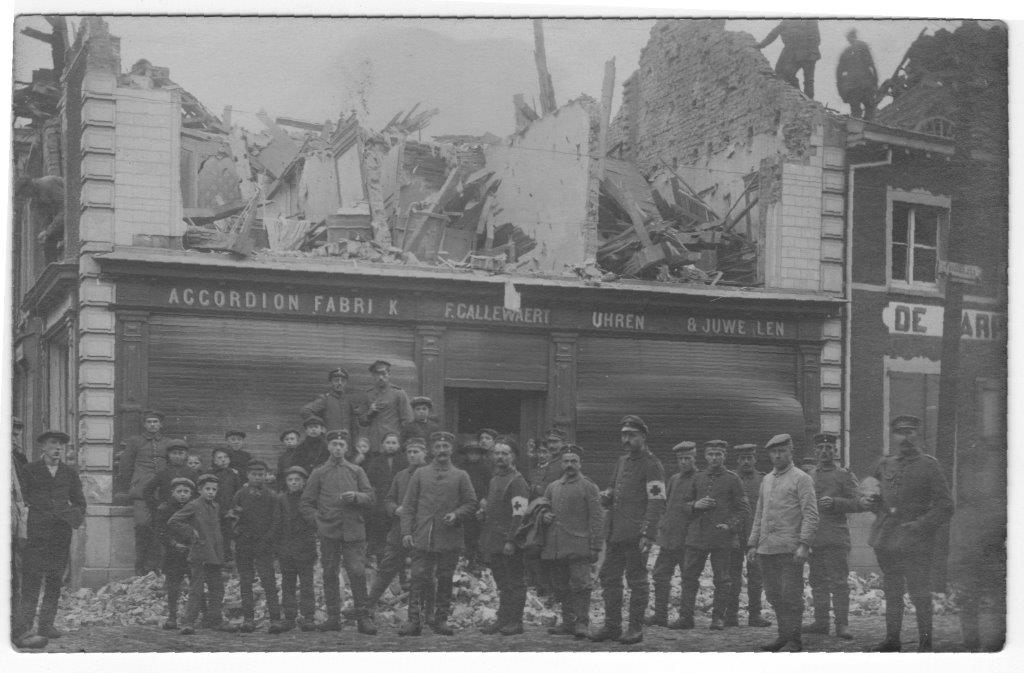
Accordeonfabriek Callewaert na het bombardement in WOI
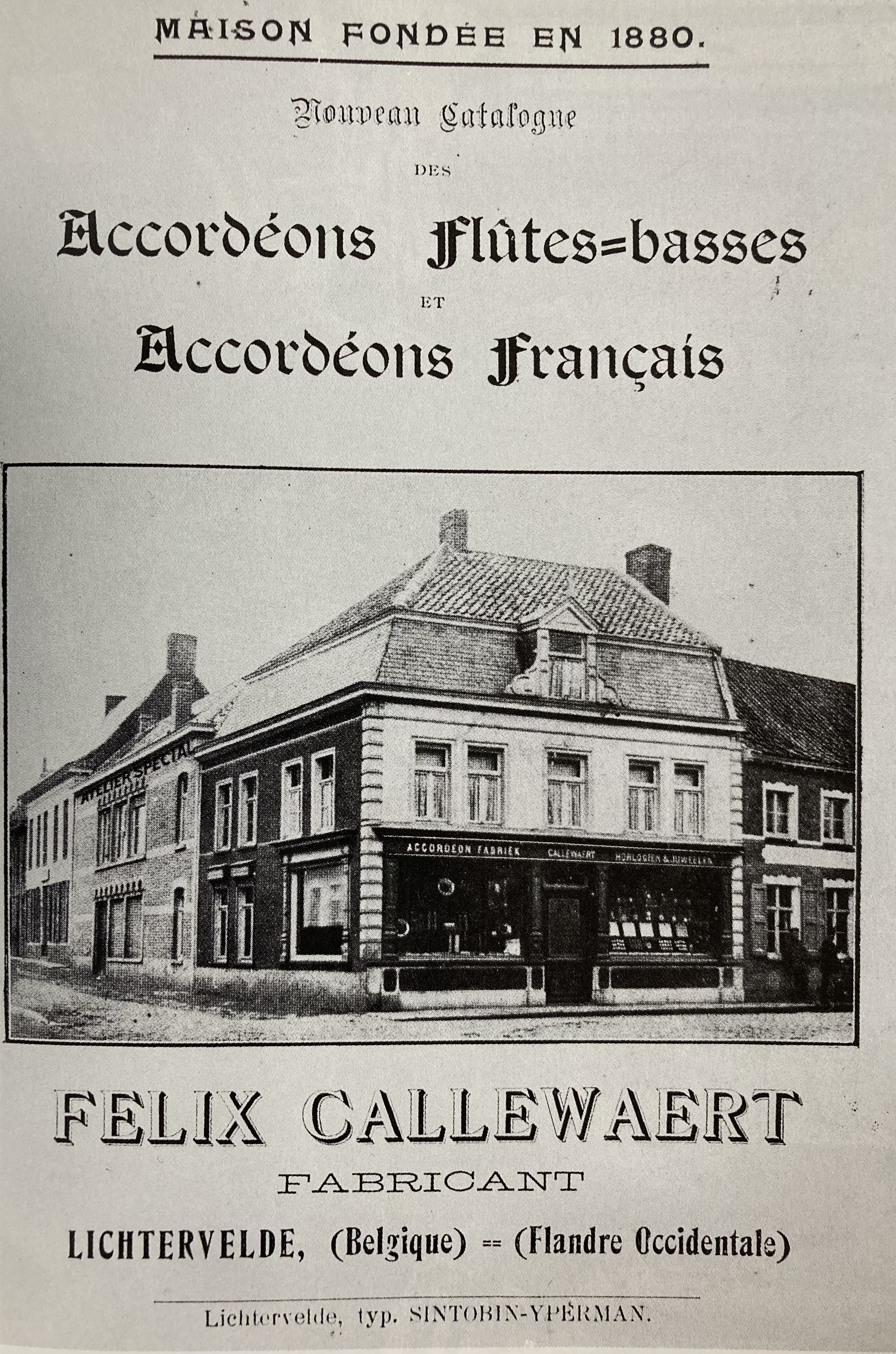
Voorpagina uit de verkoopscatalogus van Felix Callewaert met de de vermelding ‘Maison fondée en 1880’
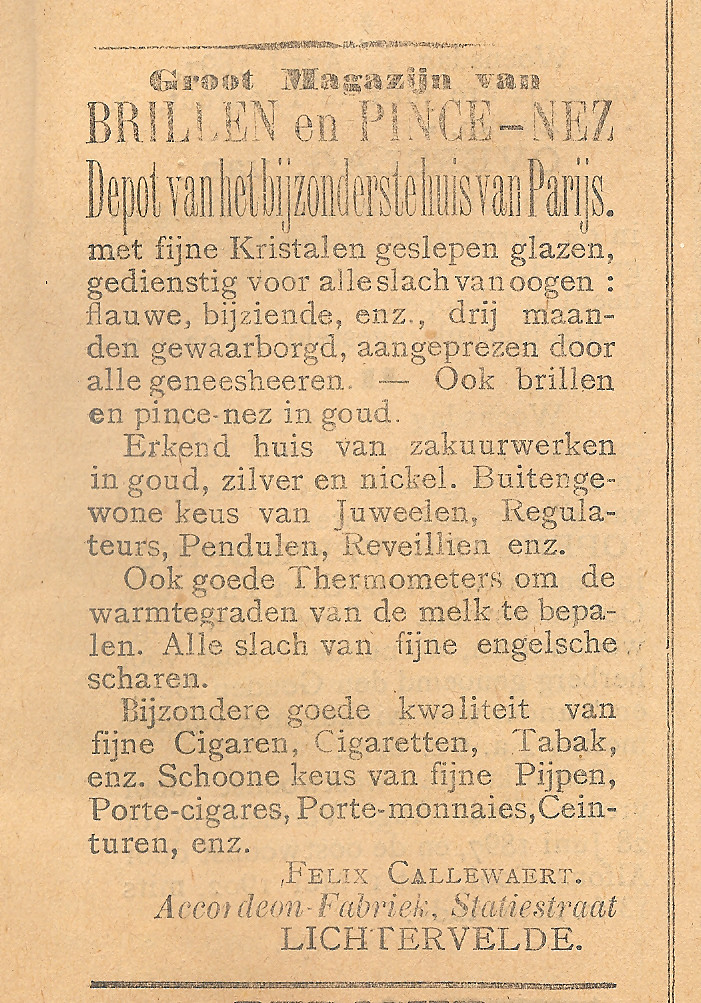
Reclame artikel van de accordeonfabriek Callewaert